# Palm Top PC 110
Palm Top PC 110（パーム トップ ピーシー）は、1995年10月に日本IBMから発売された超小型パーソナルコンピュータ。CMキャラクターとしてウルトラマンを起用し、「ウルトラマンPC」の愛称がつけられた。
ソニーが1990年頃に発売していたPalmTopとは全く関係はない。

## 概要
本機は、日本IBM大和研究所と、日本IBMとリコーの共同出資会社ライオス・システムで共同開発されたもので、小さいながらも完全なPC/AT互換機である。A6ファイルサイズ、ジュラルミン製の外装、バッテリー込みの重量は630 gと、VGA表示可能なカラー液晶を搭載したPCとしては、当時世界最小・最軽量であった。いずれも当時の標準的なサブノートのほぼ半分、一般的なノートパソコンの四分の一である。このサイズは、開発者のズボンポケットに入る大きさとして企画された。
CPUはSLエンハンスドi486SX-33MHz、メモリは4MBまたは8MB（サードパーティー製では16MBもあった）。ディスプレイは4.7インチDSTNカラー液晶。画面はVGA（640×480ドット、256色、ただし外部ディスプレイでは800×600、16色まで表示可能）。筐体はジュラルミン製で、これは小ささゆえの軽さと強度を求めての採用だった。性能としては当時の標準以下であった。
本体にHDDを持たず、OSは4MBの内蔵フラッシュメモリドライブやPCカード、コンパクトフラッシュのいずれかから起動した。
小型化には、日本IBM野洲研究所の高密度実装技術が生かされている。

## 構成

### 入力機器
キーボード
ほぼ標準の配列であるが、小さいために構造に工夫が加えられている。各キーの表面に段差がつけられ、中央部が盛り上がっていて、同時に複数のキーが押されることを防ぐようになっていた。
ポインティングヘッド
キーボードの左上にはポインティング・スティックが装備され、クリックやドラッグなどに使うボタンはその斜め上下に配置される。このボタンは右側にも逆の傾斜で配列され、両手で本体左右を持って操作する事を配慮した設計である。ポインティング・スティックが赤、左ボタンが青、右ボタンが緑で、本体が黒い中でよく目だった。ファミコンのコントローラを参考にしたという。
タッチパッド
キーボードの上中央にはタッチパッドが装備され、付属のPIMソフトPersonaware（後述）専用である。メモパッドの表面に傷が付かないように透明フィルムが乗せられるようになっており、交換用フィルムが数枚付属していた。また、後にWindowsでPS/2マウスとして扱うドライバが有志により発表されたり、LinuxでもPS/2マウス互換のポインティングデバイスとして使える様になった（これはAlan Coxが一時期PC110でLinuxを開発していたため）。

### 正面および背面

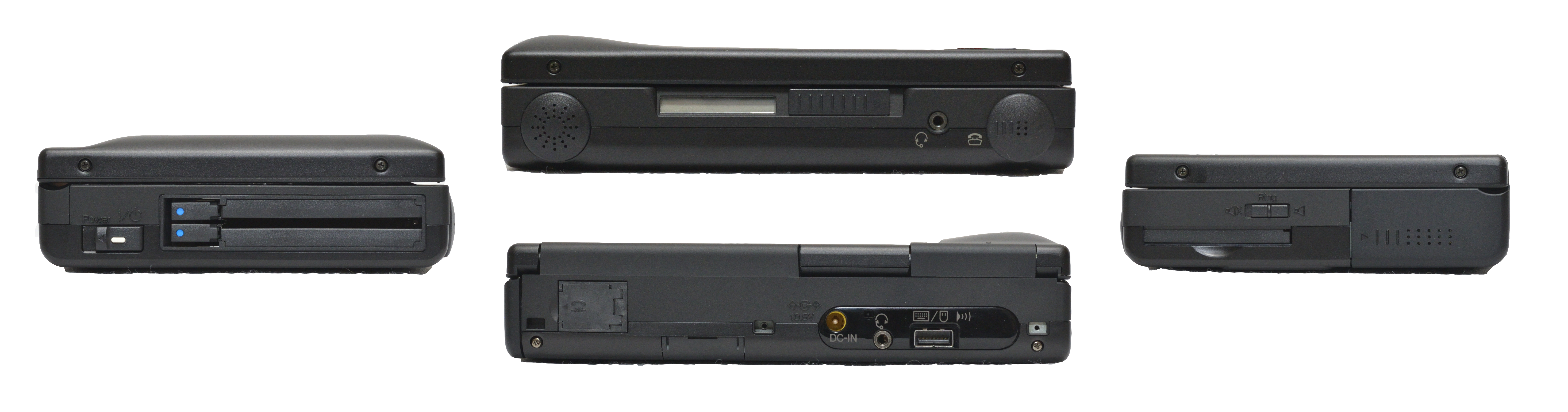
横側の様子（正背左右面）

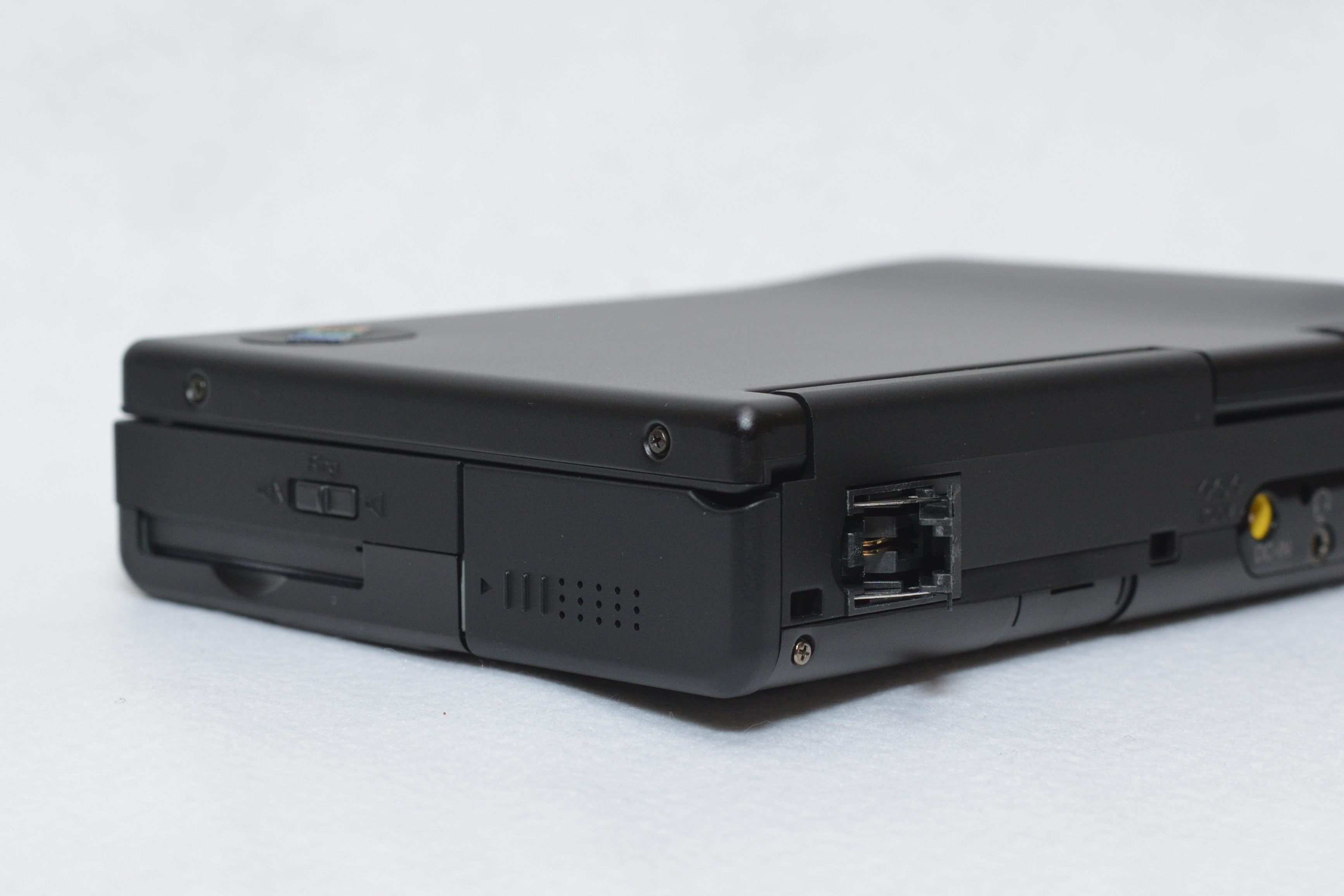
Wing Jack（電話用 RJ-11）

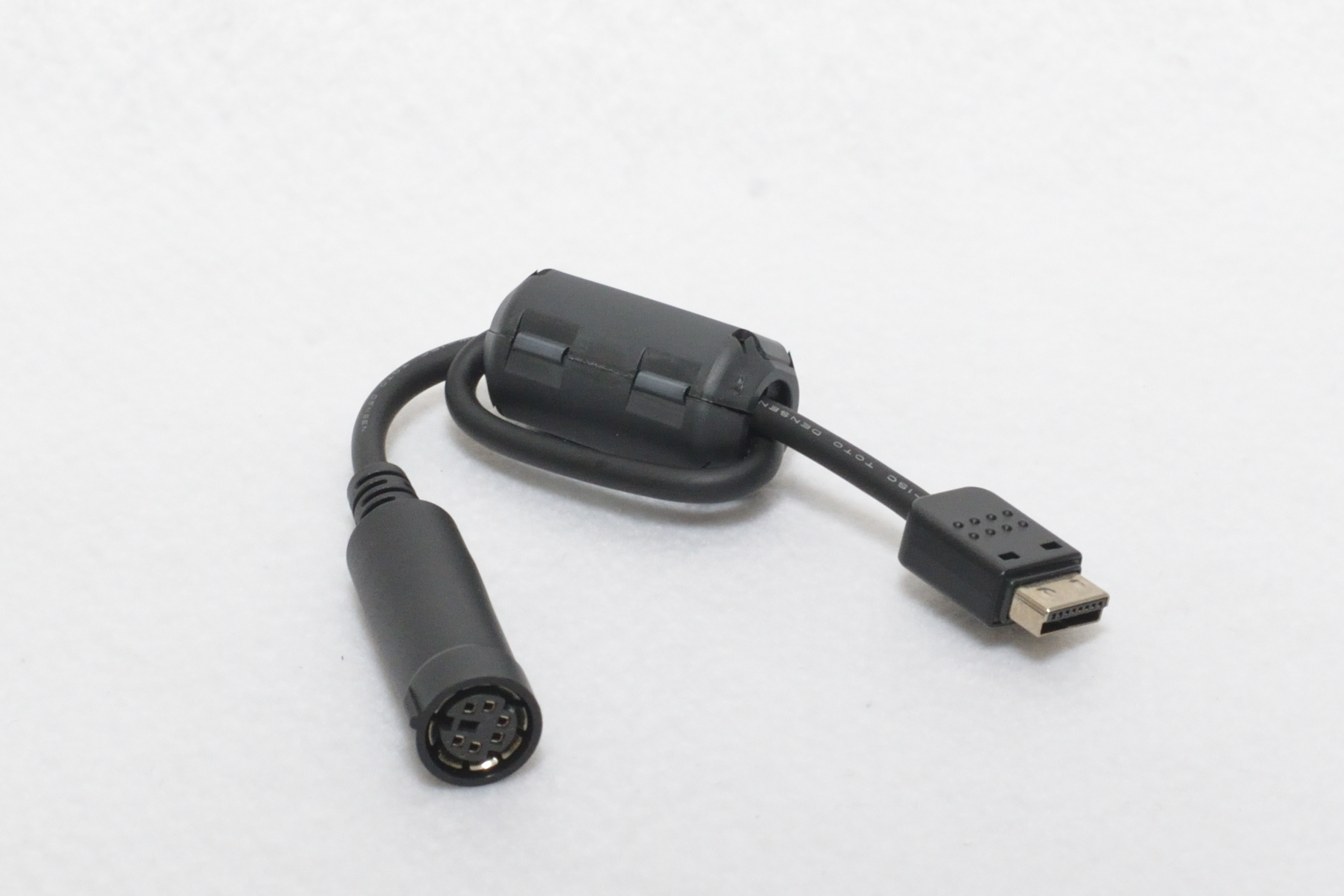
キーボード/マウス・アダプター

本体正面には小さな液晶画面があり、電池の充電状態を表示する。左右の円形の盛り上がった部分は、電話の送受信部である（後述）。他にオーディオ用ヘッドセットの端子がある。
本体背面には電話回線の接続端子(Wing Jack)、電話用ヘッドセット端子、USB Type Aを小型にしたようなキーボード・マウスのコネクター、赤外線通信ポートが並んでいる。Wing Jackは、蓋を開けると斜めにモジュラージャックを挿入できるようになっており、非常に小さく格納できる。本機のために開発されたものとのこと。

### PCカード、コンパクトフラッシュスロット
左側にはPCカードの挿入口がある。TypeII × 2またはTypeIII × 1で、これは標準的なものである。右側にはコンパクトフラッシュ（当時の公式発表ではスマート・ピコ・フラッシュ）の挿入口がある。PC 110は、史上初のコンパクトフラッシュ採用製品であった。

### バッテリー

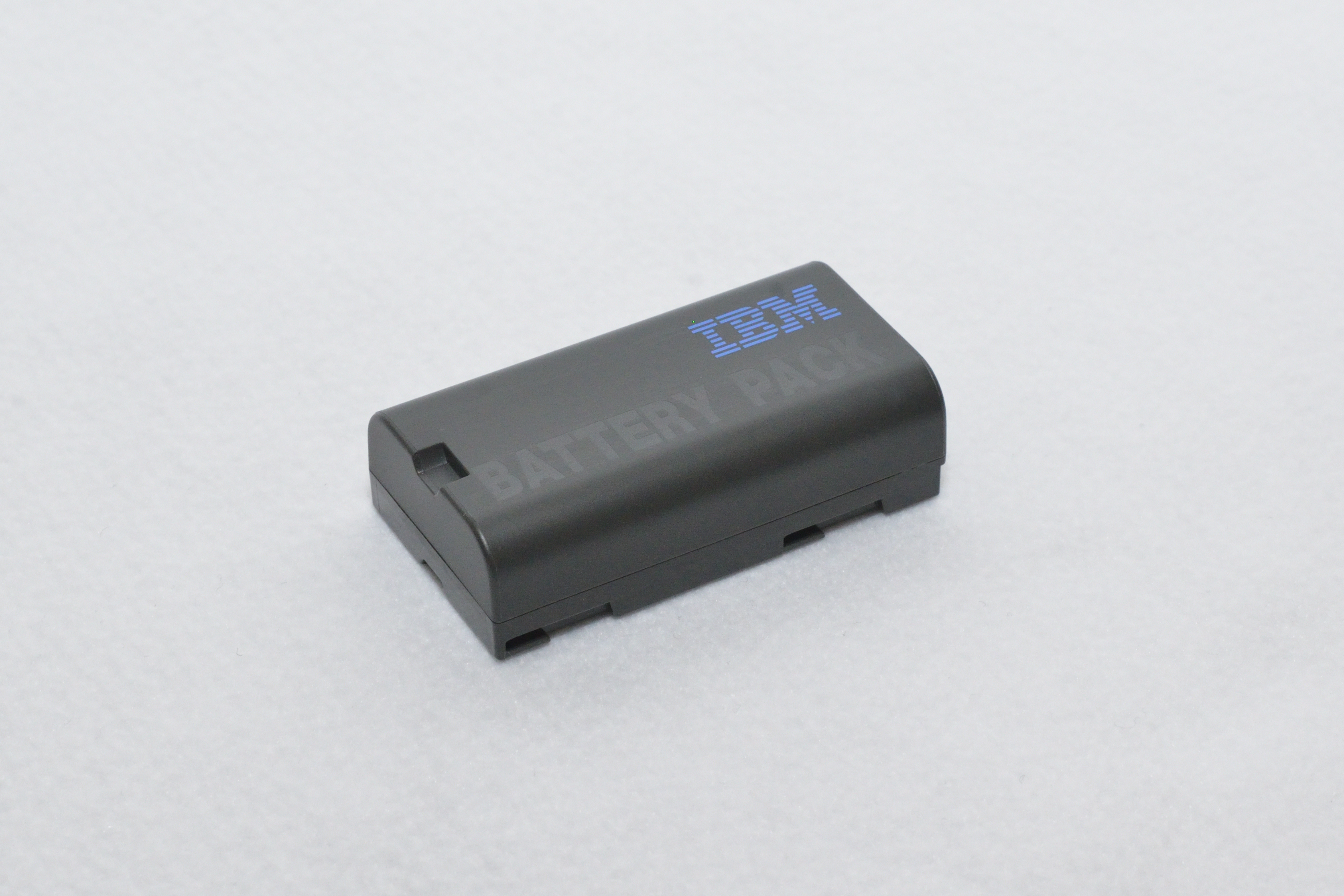
バッテリー

駆動にはリチウムイオン電池を採用し、本体右側から着脱する。その蓋にはスピーカーが装備されている。ビデオカメラ用の一般的なリチウムイオン電池と同型であり、非公式ではあるが、松下電器（現パナソニック）のビデオカメラ用製品が使用できた。内蔵電池も備えているので、サスペンド中のバッテリー交換が可能である。

### 電話機能
本機にはDATA 2400bpsのモデムが装備されているが、電話としても使用できる。本体前面にある丸い電話スピーカとマイクを受話器として使用する。マイクにスイッチがあり、右にスライドするとフックが上がる仕組みになっている。電話をかけるには、Personawareの電話を選択し、画面上の数字ボタンを押すか、住所録から選ぶ。電話を受けるには本機の背面側を持ち、前面の両端にあるスピーカ（左側）とマイク（右側）を耳と口に当てることになる。電話をかけ始めれば本機の電源を切断しても良く、受電は電源切断状態でも可能である。他にもポケベルにメッセージを送る機能や、留守番電話の機能も付いていた。

### 内蔵フラッシュメモリとPersonaware
ハードディスクに代わり4MBのフラッシュメモリが内蔵され、PC DOS J7.0/Vの動作に必要な最小限（全体はフロッピーディスクで付属）とPersonaware（パーソナウェア）というPIMソフトウェアがインストールされている。これは簡単なPIMとメニューの役割を果たし、日程表やメモ、簡単なメモ的なデータベース、住所録、電子メールやファックス機能、あるいは他のアプリケーションを登録して起動する機能などがあった。ファックスはPC 110に内蔵のFaxモデムを使うもので、専用のエディタで作った文書を送るようになっていた。
手書きメモ機能もあり、キーボードの上側に付いているメモパッドにペンなどで線を引いたものが記録できるもので、250x130の白黒のビットマップファイルとして保存できた。

## 拡張性

### ポート・リプリケーター

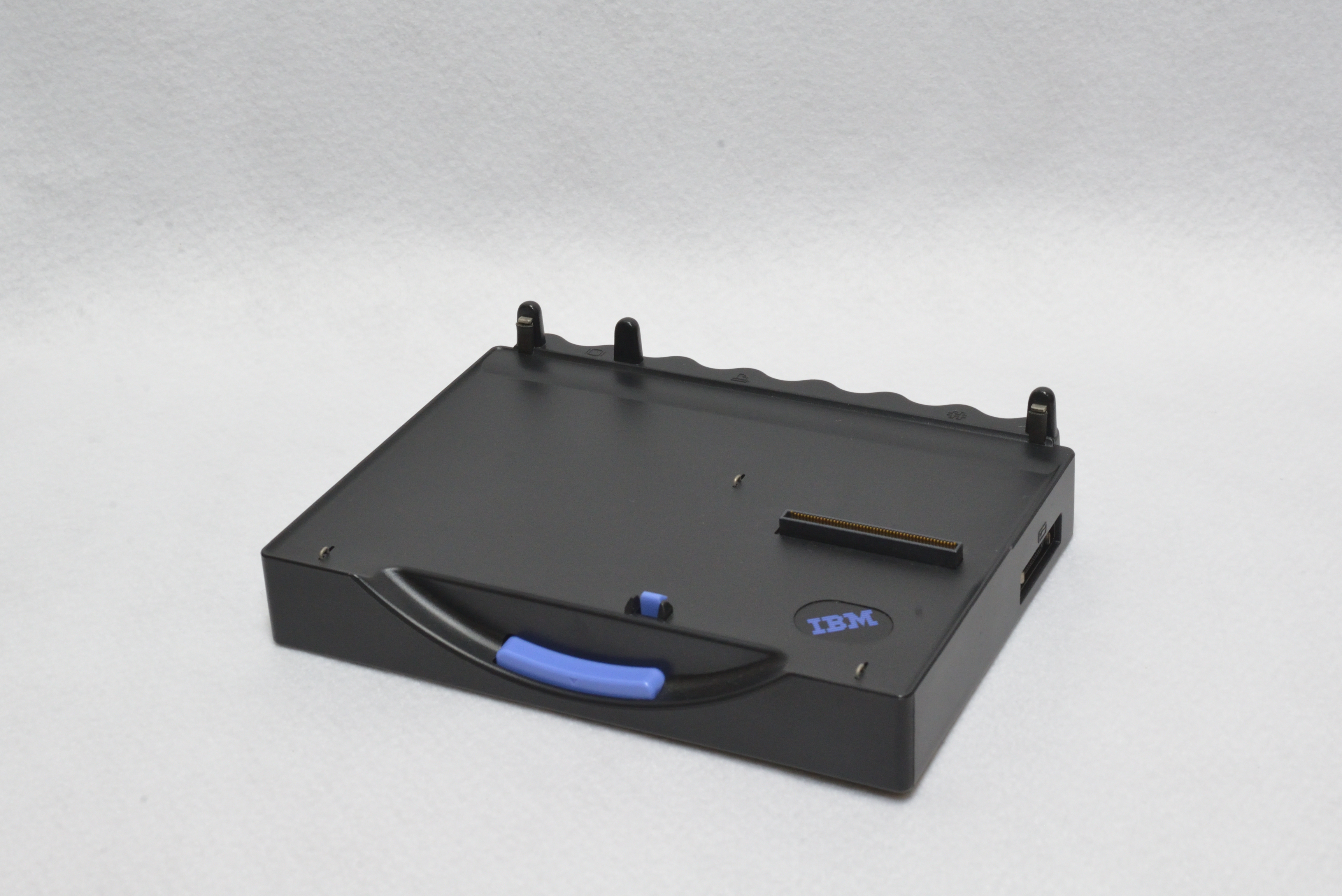
ポート・リプリケーター

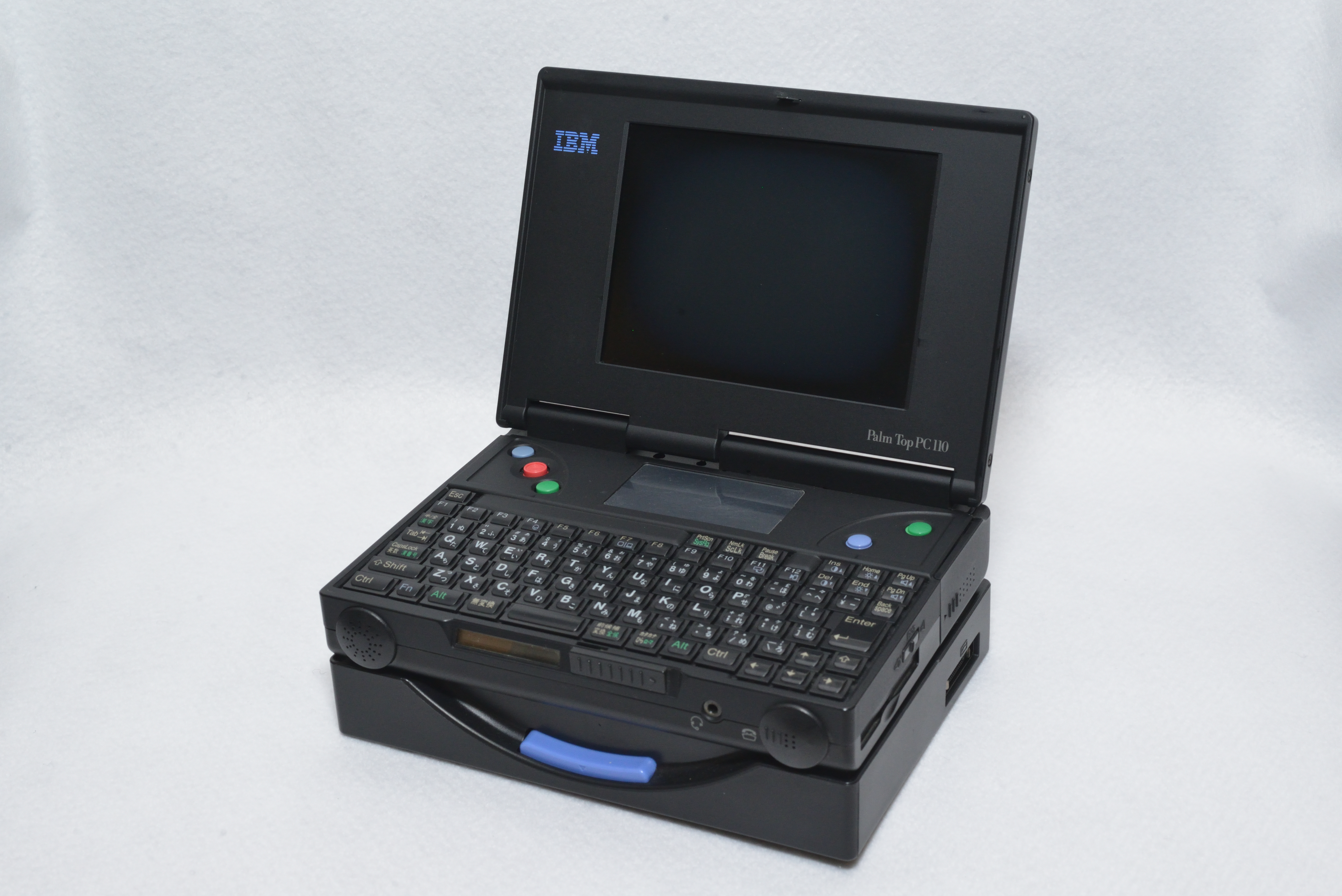
ポート・リプリケーターに接続した様子

本体にはシリアルポートやパラレルポートは装備されておらず、これらを使用するには専用のポート・リプリケーターが必要である。本体よりほんの少し大きく、本体下面の拡張コネクタを介して接続する。ポート・リプリケーターの背面にはシリアルポート、パラレルポート、ディスプレイポート、左側にはPS2ポート、右側には外付けフロッピードライブのコネクタがあった。

### デジタルカメラ キヤノンCE300
本機専用のデジタルカメラCE300がキヤノンより発売されていた。PCカード TypeIIのカードの外側に、スイバル式のレンズ部分が突き出るもので、カメラの方にはファインダーも液晶画面もなく、PC 110のディスプレイに画像が出るようになっていた。画素子数は27万画素。マクロ撮影も可能だった。

### アクセサリ
ストラップ
本体後部にはボディのフレームワークに直接ビス止めできるストラップ穴がプラスチック外装で隠されている。IBMの強度基準 (ストラップで本体を振り回しても脱落しないことが要求された) をクリアできなかったため隠されることになったという。ただ、本体にはネジ穴が刻まれているので、ユーザーがそれに合うネジを付けることができた。
外装カバー
サードパーティーよりジュラルミンのカバー（上蓋、下蓋）の特別色（金、銀、青、赤、緑の5色）が販売されていた。元のカバーを外して付け替えるため、保証が受けられなくなる。また、IBMロゴは付いておらず、元のカバーのものを流用する必要があった。

## バリエーション
2431-YD0
PC DOS J7.0/Vモデル。メモリ4MB。
2431-YD1
PC DOS J7.0/Vモデル。メモリ8MB。(YD0に4MBのメモリを増設)
2431-YDW
Windows 3.1モデル。メモリ8MB。(YD1にポート・リプリケーター、フロッピーディスクドライブ、IBM版Microsoft Windows 3.1インストール済み260MBのPCカードType IIIのハードディスクが付属)

## 開発の経緯とユーザーの反応

### 試作機「モノリス」とThinkPad 220
1991年日本IBMからノートパソコン「PS/55 note」が発売されたが重さが2.5kgもあり、持ち歩くのは困難であった。そこで、同年春からPS/55 noteを開発したチームが小型化を検討し、「(VHS)ビデオのケースから取り出せば意表を突いて面白いのではないか」という発想でサイズが決定した。
黒い筐体の外装プロトタイプはすぐにできあがり、『2001年宇宙の旅』に登場した黒い岩板のような「モノリス」に似ていたことから、開発コードネームは「モノリス」と名付けられた。
モノリスの内部のプロトタイプは1991年8月にはできあがった。重さ500g、i386SL-20MHz、2MB RAM、640×480ドットVGA16階調のモノクロ液晶、単3電池4本で駆動した。しかし、ディスプレイが5インチ弱で今のようにバックライトもないため漢字表示は見難く、製品化は見送られることになった。
そのモノリスをベースに開発されたのがThinkPad 220であった。最初のプロトタイプは1991年末までには完成した。1993年5月、220は「ビジネスシヨウ '93 TOKYO」でモノリスと共に展示された。220は同年夏に、当時日本IBMが販売していたマルチステーション5550に因み5550台限定で販売され完売し、サブノートPCというジャンルを開拓した。以後、このジャンルはThinkPad 230Csから現在のThinkPad Xシリーズにまで受け継がれている。
一方、ビジネスシヨウを見た者がパソコン通信で「モノリスを出せ」、あるいは勝手に名前を付けて「ThinkPad 110を出せ」、などという書き込みがあり、PC110はこれらの声に答えたものであった。あちこちの凝りに凝った作りも、マニアの声に答えるというより、自分たちのやりたいことをできるだけ詰め込んだと言うように見てとれる。試作機モノリスへの思いも込めて、PC110の基板上には、"MONOLITH 1992"と刻印されているのも、それを示したものと言える。電話機能も必ずしも実用的なものではない（多分使わなかった人が大部分だと思われる）が、できるだけいろいろな機能をいれたい、あるいは可能性を世に問いたいという思いのためであろう。企画段階ではさらに多くのものがあったという。コンピュータにインターネット、電話、カメラを合わせる発想はその後の携帯電話やスマートフォンの進歩を先取りしたものであると言える。

### ユーザーの反応
という訳で、PC110の発売は一定層には大いに待ち望まれたものであった。反響は大きく、パソコン雑誌が特集を組んだほどであった。使い方やさまざまな実験例がユーザー間でやり取りされた。ちょうどその直後にWindows 95が発売され、インターネットが爆発的に普及を始めた時であり、ウェブ上でもさまざまな情報発信が行われた。
そのWindows 95も多くのユーザがPC110にインストールし使用していた。OS/2 Warpをインストールした話もあったが、これは動いているのがやっと確認できるレベルだった。Linuxのインストールについて解説したウェブサイトもいくつもあった。BTRONの当時の現行バージョンであった1B/V3もインストール可能で、それを薦める書籍もあった。
Palm Top PC 110関連で出版された書籍は下記参考文献の欄に見るように数多い。いずれも製品の説明と解説から使い方や使用例の紹介などであるが、特徴的なのがその多くでこのPC110が出るまでの歴史経過にかなりの項を割いていることである。また、機体の分解にまで話が進んでしまうのもいくつかあった。これは、メモリの増設のためには底面を外さなければならないという事情もあるが、この小さい機体にどのようにしてさまざまな部品を収めるかに如何に工夫されているかについて雑誌等が何度も取り上げたためもあるだろう。また、後述のように時に分解して手をいれなければならないことがあったのも事実である。特に徹底活用ブックは解体の過程を写真入りで説明し、CD-ROMに動画まで付けるサービスぶりだった。ちなみにこの本では単なる製品の増設メモリの取り付け方だけでなく、勝手に別のメモリをもってきてつなぐ方法やクロックアップまで解説されていた。

### エンタテインメント作品への登場
キャラクターとして円谷プロダクションのウルトラマンが使用されただけでなく、当時圧倒的に世界最小最軽量であったPC110の先進性や金属性ボディのデザイン性等からか、いくつかのエンタテインメント作品に登場している。
- ジオブリーダーズ（伊藤明弘作、漫画・OVA）- 作品中でPC110が活躍している。
- ウルトラマンガイア（特撮テレビ番組）

## 弱点
PC110は、いくつかの弱点があった。一つは、本体の拡張性に乏しいことである。新設のコンパクトフラッシュは、当時はファイルシステムとしてしか使えず、それも最大は15MBで、現在よりはるかに高価だった。2基あったPCカードスロットが主力になるのだが、PC110の開発時に想定されていたType II ハードディスクカードの製品化が遅れ、たとえばWindows 95をインストールしようとすればType III　ハードディスクカードを使うしかなく、それを装着するとそれだけで2基ともふさがれてしまう。PCカードはWindows 95になって格段に使いやすくなっていたから、ハードディスクと併用したいユーザが多かったので、この点は問題だった。ただし、後年に出てきたマイクロドライブのためにこの点は回避されるようになった。
それ以上の問題は携帯機器としては壊れやすかった点である。基本的に本体そのものは丈夫なのだが、最大の弱点は蓋を支えるヒンジ部分が弱いことで、落とした衝撃などで歪んでしまい、ぐらつきが生じ易く、そのままだと次第に歪んで、周辺の配線が切れてしまうことがあった。そのため、この部分の覆いを外して歪みを戻す必要があった。また、細部のネジが緩むことから不調を来すことが時にあった。

## 画像

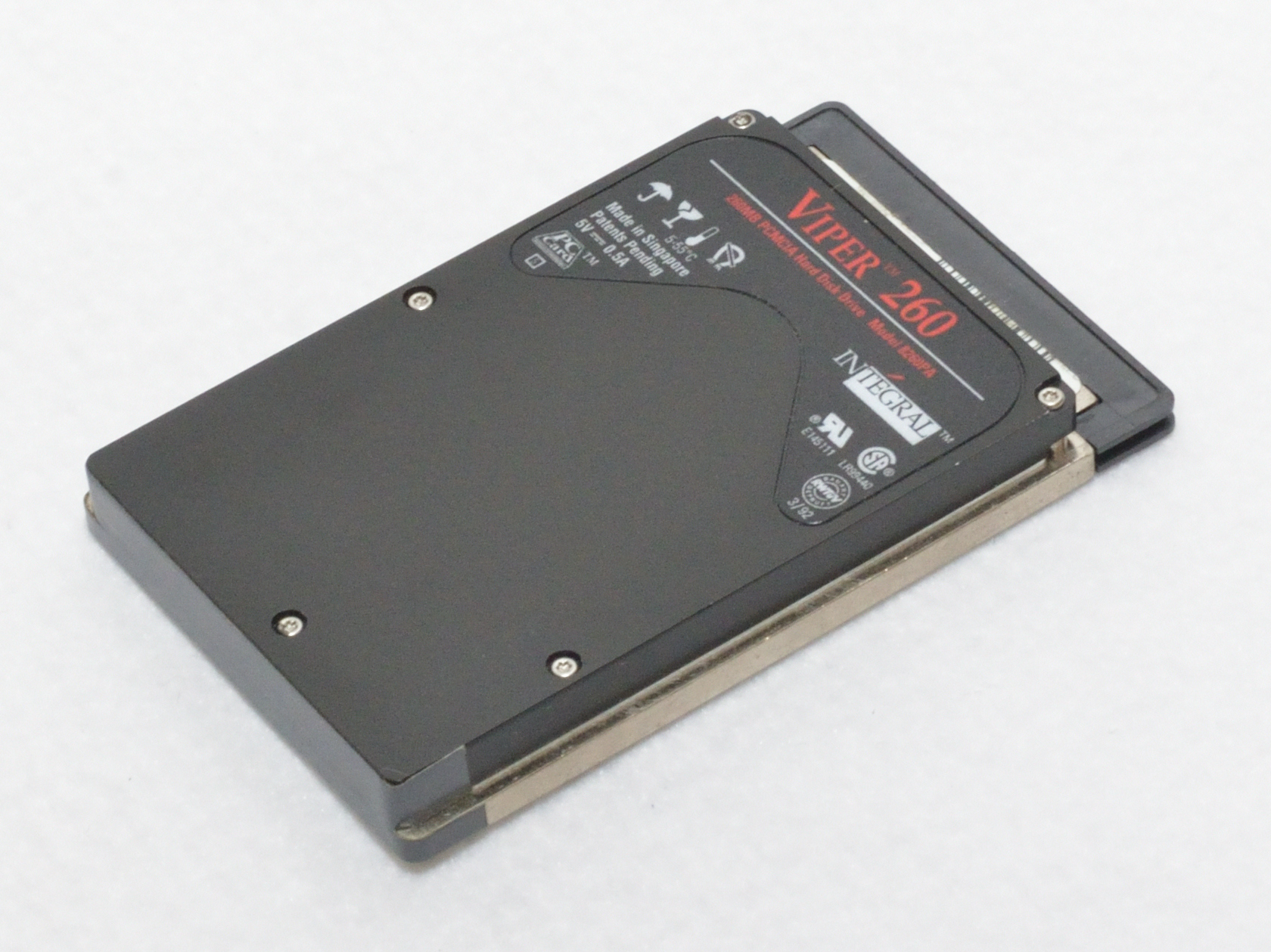
PCカード ハードディスクドライブ(Type III)
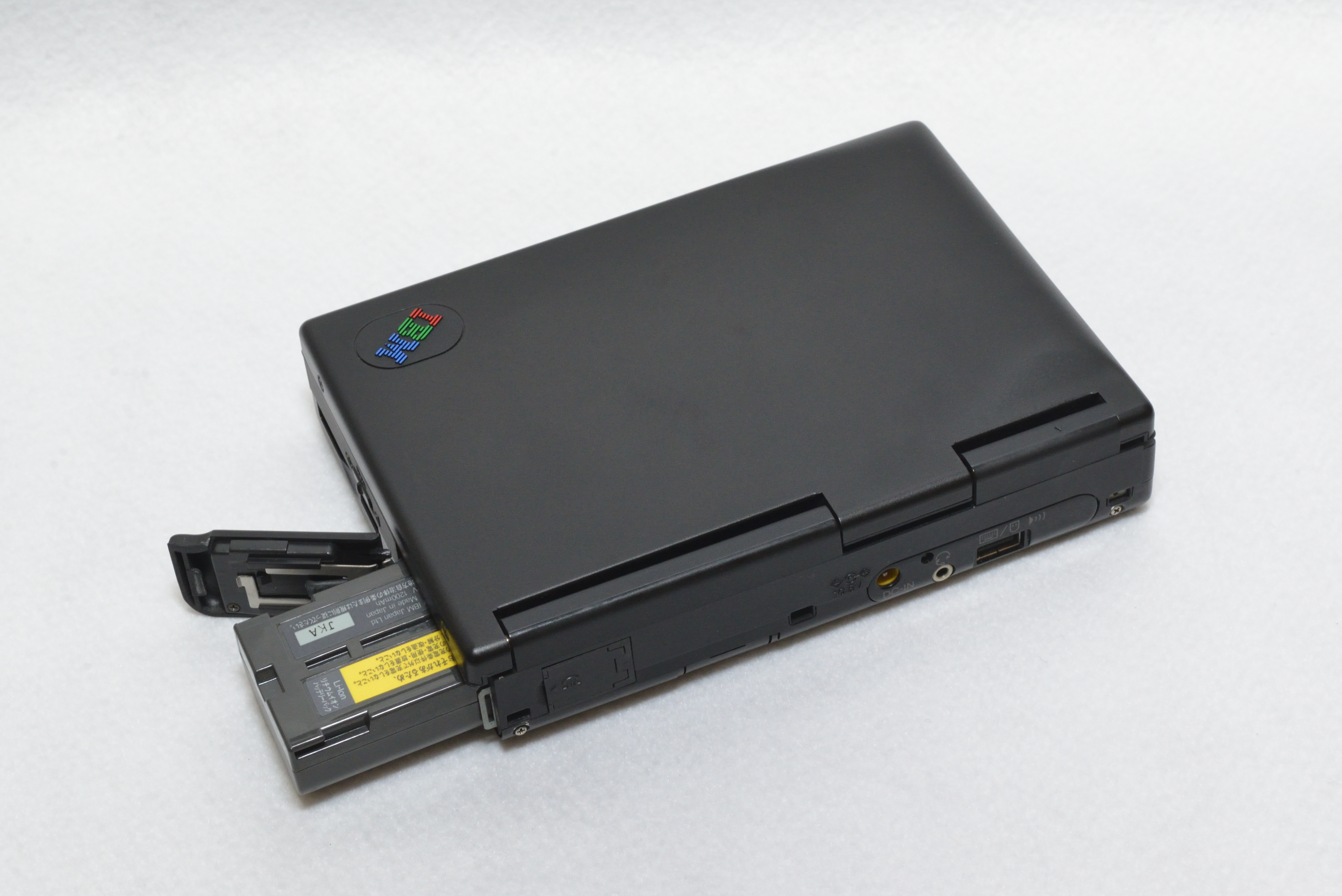
バッテリー挿入の様子
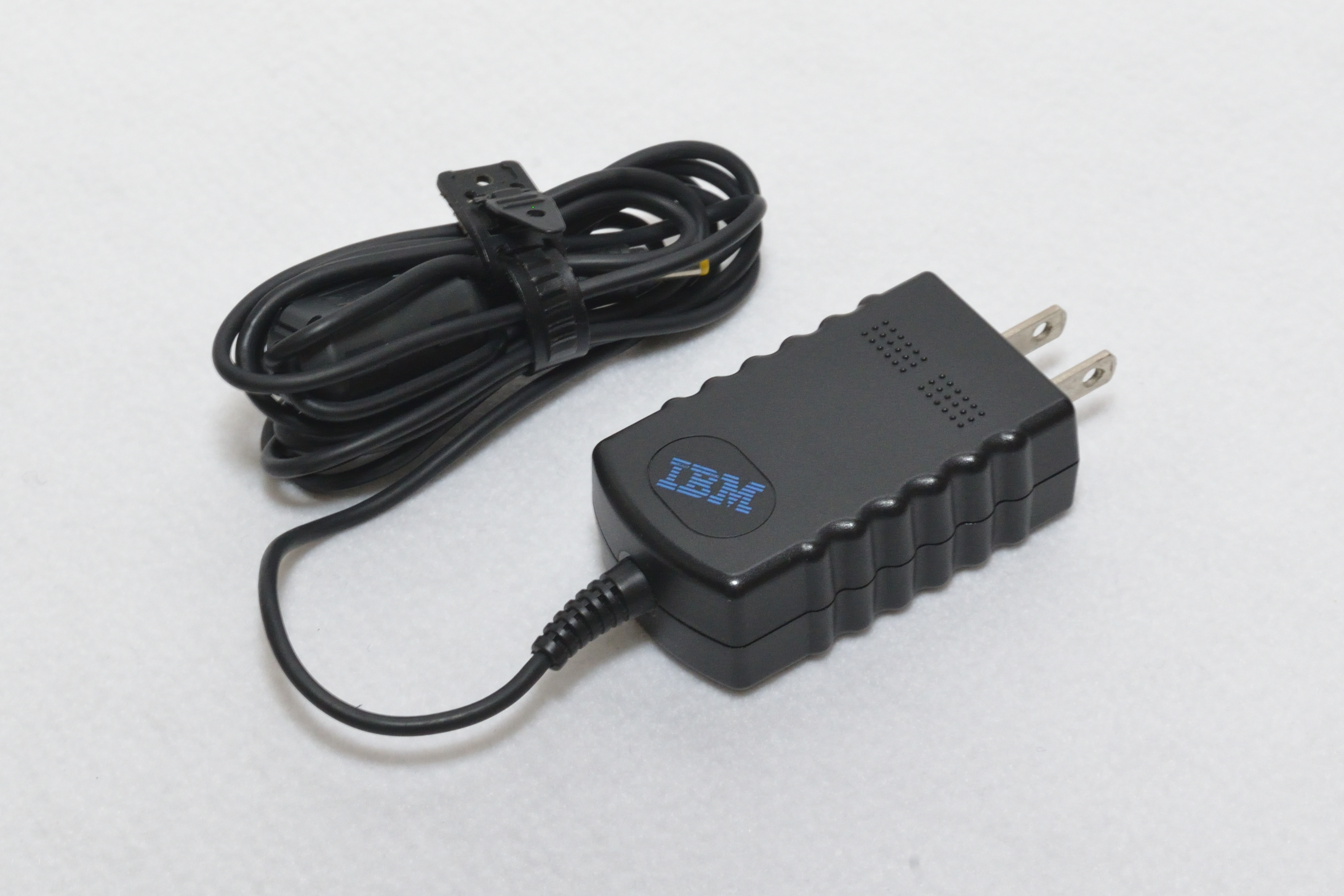
ACアダプター

### 取扱説明書・カタログ・日本IBMトピックス
- IBM Palm Top PC 110 オーナーズ・ガイド - インターネット・アーカイブ
- Palm Top PC 110 カタログ
- “IBM 日本IBMトピックス - Japan”.   日本IBM. 2005年12月31日時点のオリジナルよりアーカイブ。2019年3月28日閲覧。 - Palm Top PC 110の発売が掲載されている

### メディア
- “ThinkPad 10th Anniversary Special 12 - 変り種ThinkPad列伝 第3回 ～ もっと小さく! もっと軽く!～”.   PC Watch (2002年12月1日). 2018年2月19日閲覧。
- “あの日あの時あのコンピュータ 第10回 世界最軽量のPC/AT互換機はウルトラマン - 日本IBM「Palm Top PC 110」”.   マイナビニュース (2014年12月25日). 2018年2月19日閲覧。
- “The Strange World of Japanese IBM PCs - IBM Palm Top PC 110”.   PCMagazine (2016年4月21日). 2019年3月28日閲覧。
- “カード型デジタルカメラ Canon CE300 グッドデザイン賞”.   日本デザイン振興会 (1996年). 2018年2月19日閲覧。